# ماريانو مارتينيز (ممثل)
ماريانو مارتينيز (بالإسبانية: Mariano Alberto Martínez)‏ هو موزع وعازف بيانو وملحن وممثل أرجنتيني، ولد في 18 فبراير 1918 ببوينس آيرس في الأرجنتين، وتوفي بنفس المكان في 13 أبريل 2016.

## وصلات خارجية
- ماريانو مارتينيز على موقع IMDb (الإنجليزية)
- ماريانو مارتينيز على موقع ميوزك برينز (الإنجليزية)
- ماريانو مارتينيز على موقع قاعدة بيانات الأفلام السويدية (السويدية)
- ماريانو مارتينيز على موقع ديسكوغز (الإنجليزية)
- ماريانو مارتينيز على موقع قاعدة بيانات الفيلم (الإنجليزية)
- ماريانو مارتينيز على موقع كينوبويسك (الروسية)